# ریو کانهاما
ریو کانهاما (انگلیسی: Ryo Kanehama؛ زادهٔ ۱۳ ژانویهٔ ۱۹۶۷) کشتی‌گیر اهل ژاپن بود.